# Châtel-sur-Montsalvens
Châtel-sur-Montsalvens é uma comuna da Suíça, no Cantão Friburgo, com cerca de 228 habitantes. Estende-se por uma área de 2,00 km², de densidade populacional de 114 hab/km². Confina com as seguintes comunas: Botterens, Broc, Cerniat, Crésuz, Villarbeney.
A língua oficial nesta comuna é o Francês.